# 技術研究本部
技術研究本部（日语：／ Gijutsu Kenkyū Honbu ?）是日本過去設置於防衛省內的特別機關之一，也簡稱為技本（ぎほん）。

## 歷史
技術研究本部負責自衛隊裝備品（包括裝備品、船舶、航空機、糧食及其他補給品）的技術調查研究、設計、試作與測試，以及與自衛隊所需事項相關的科學研究。該機構統一負責防衛省本省及陸上自衛隊、海上自衛隊、航空自衛隊所使用的車輛、船舶、航空機、誘導武器等兵器，以及電子設備、防護服等各類裝備品的研發。機構內設有四名技術開發官，分別負責陸上、船舶、航空機及誘導武器的研究與試作品評估，並由四個專門研究所與一個中心執行各項研發工作。此外，技術研究本部還擁有四座試驗場與三個支所。例如，在岐阜試驗場曾保有BK117直升機兩架。該機構曾負責開發F-2戰鬥機、10式戰車、P-1海上巡邏機等多款國產裝備品，後期的研究項目包括日美共同技術研究的飛彈防禦系統、XC-2次期運輸機、X-2先進技術驗證機等計畫。
技術研究本部的預算構成如下：人事費：81億日元、歲出經費：710億日元、一般物件費：257億日元，合計：1,047億日元。新規後年度負擔：1,039億日元、裝備品試作等物件費：1,296億日元。人員編制方面，該機構共有820名事務官與技官、273名自衛官。
根據2015年6月10日通過的《防衛省設置法》修正案，技術研究本部與裝備設施本部合併，升格為防衛裝備廳，技術研究本部因此被廢止。

## 沿革
- 1952年8月：設置保安廳技術研究所，成立於東京都江東區深川越中島
- 1954年7月：更名為防衛廳技術研究所
- 1955年9月：搬遷至三宿駐屯地
- 1956年7月：於王城寺原演習場執行陸上自衛隊首款火箭「TMA=0」的測試
- 1958年5月：更名為防衛廳技術研究本部
- 2000年3月：搬遷至防衛省市谷地區
- 2006年7月：進行大規模組織改編
  - 第1至第4研究所更名為艦艇裝備研究所、電子裝備研究所、航空裝備研究所、陸上裝備研究所
  - 第5研究所併入艦艇裝備研究所（久里濱地區）
  - 新設「先進技術推進中心」
- 2014年3月：廢除土浦試驗場，改編為航空裝備研究所土浦支所
- 2015年10月1日：隨防衛裝備廳成立而被廢止

## 廢止時的組織編制
- 總務部
  - 總務課
  - 會計課
- 技術企劃部
  - 企劃課
  - 技術情報課
- 事業監理部
  - 管理課
  - 計畫官
- 研究開發評估官
- 技術開發官（陸上裝備，陸將）
- 技術開發官（船舶裝備，海將）
- 技術開發官（航空裝備，空將）
- 技術開發官（誘導武器，技官）
  - 航空裝備研究所（防衛省東立川地區）
    - 土浦支所（茨城縣稻敷郡阿見町，舊土浦試驗場）
    - 新島支所（東京都新島村，舊新島試驗場）

  - 陸上裝備研究所（神奈川縣相模原市中央區）
  - 艦艇裝備研究所（防衛省目黑地區）
    - 久里濱地區（神奈川縣橫須賀市，海上試驗室、探測技術研究部）
    - 川崎支所（神奈川縣川崎市宮前區）

  - 電子裝備研究所（防衛省三宿地區）
    - 飯岡支所（千葉縣旭市）

  - 先進技術推進中心（防衛省三宿地區）
    - 目黑地區（防衛省目黑地區）

  - 札幌試驗場（北海道千歲市）
  - 下北試驗場（青森縣下北郡東通村）
  - 岐阜試驗場（航空自衛隊岐阜基地）
- 技術顧問（最多12人）

## 技術研究本部長列表
| 代                                                              | 姓名               | 在任期間                | 出身校・期         | 前職                                               | 後職                               |
| 保安廳技術研究所長                                              | 保安廳技術研究所長 | 保安廳技術研究所長      | 保安廳技術研究所長 | 保安廳技術研究所長                                 | 保安廳技術研究所長                 |
| --------------------------------------------------------------- | ------------------ | ----------------------- | ------------------ | -------------------------------------------------- | ---------------------------------- |
| 事取                                                            | 增原惠吉           | 1952.11.15 - 1953.3.28  | 內務省             | 保安廳次長兼任保安廳技術研究所長                   | 保安廳次長兼任保安廳技術研究所長   |
| 01                                                              | 鈴木桃太郎         | 1953.3.28 - 1954.6.30   | 東京帝國大學       | 前東京都立女子專門學校校長                         | 防衛廳技術研究所長                 |
| 防衛廳技術研究所長（官職：防衛廳技官）                          |                    |                         |                    |                                                    |                                    |
| 01                                                              | 鈴木桃太郎         | 1954.7.1 - 1955.2.5     | 東京帝國大學       | 保安廳技術研究所長                                 | 防衛大學校副校長兼教授             |
| 事取                                                            | 久保龜夫           | 1955.2.5 - 1955.9.16    | 東京帝國大學       | 防衛廳參事官兼任防衛廳技術研究所長                 | 防衛廳參事官兼任防衛廳技術研究所長 |
| 02                                                              | 青山秀三郎         | 1955.9.16 - 1958.5.23   | 東京帝國大學       | 前東京大學工學部長（至1954.3.31） 東京大學名譽教授 | 技術研究本部長                     |
| （防衛廳/防衛省）技術研究本部長（官職：防衛廳技官（防衛技官）） |                    |                         |                    |                                                    |                                    |
| 01                                                              | 青山秀三郎         | 1958.5.23 - 1962.5.8    | 東京帝國大學       | 防衛廳技術研究所長                                 | 退休                               |
| 02                                                              | 守屋富次郎         | 1962.5.8 - 1970.10.1    | 東京帝國大學       | 防衛大學校教授                                     | 退休                               |
| 03                                                              | 堀夷               | 1970.10.1 - 1978.6.1    | 東京帝國大學       | 前・技術研究本部第5研究所長 （至1964.3.31）        | 退休                               |
| 04                                                              | 大森幸衛           | 1978.6.1 - 1985.3.16    | 名古屋大學         | 前・技術研究本部第3研究所長 （至1978.1.20）        | 退休                               |
| 05                                                              | 山下徹             | 1985.3.16 - 1987.10.27  | 名古屋大學         | 前・技術研究本部第1研究所長 （至1983.12.16）       | 退休                               |
| 06                                                              | 筒井良三           | 1987.10.27 - 1990.11.13 | 東京大學           | 防衛廳參事官                                       | 退休                               |
| 07                                                              | 鈴木輝雄           | 1990.11.13 - 1992.12.15 | 東京大學           | 防衛廳參事官                                       | 退休                               |
| 08                                                              | 上原祥雄           | 1992.12.15 - 1994.12.15 | 東京大學           | 防衛廳參事官                                       | 退休                               |
| 09                                                              | 太田真弘           | 1994.12.15 - 1997.12.16 | 東京大學           | 防衛廳參事官                                       | 退休                               |
| 10                                                              | 別府信宏           | 1997.12.16 - 2001.7.10  | 東京大學           | 防衛廳參事官                                       | 退休                               |
| 11                                                              | 青山謹也           | 2001.7.10 - 2004.4.1    | 京都大學           | 防衛廳防衛參事官                                   | 退休                               |
| 12                                                              | 安江正宏           | 2004.4.1 - 2008.3.24    | 麻省理工學院       | 防衛廳防衛參事官                                   | 退休                               |
| 13                                                              | 佐佐木達郎         | 2008.3.24 - 2011.8.15   | 日本大學           | 防衛省大臣官房技術監                               | 退休                               |
| 14                                                              | 秋山義孝           | 2011.8.15 - 2013.9.10   | 東京大學工學部     | 防衛省大臣官房技術監                               | 退休                               |
| 15                                                              | 渡邊秀明           | 2013.9.10 - 2015.9.30   | 慶應義塾大學       | 防衛省大臣官房技術監                               | 防衛裝備廳長官                     |